# 诺维拉尔
诺维拉尔（法語：Novillars，法語發音：[nɔvilaʁ]）是法国杜省的一个市镇，属于贝桑松区。

## 地理
诺维拉尔（47°17'9"N, 6°7'46"E）面积2.02 平方千米，位于法国勃艮第-弗朗什-孔泰大區杜省，该省份为法国东部内陆省份，北起上索恩省，西接汝拉省，东部及东南部与瑞士接壤，东北部与贝尔福地区省接壤。
与诺维拉尔接壤的市镇（或旧市镇、城区）包括：阿马涅、罗什莱博普雷、韦尔、小韦尔、韦尔-阿尔西耶。

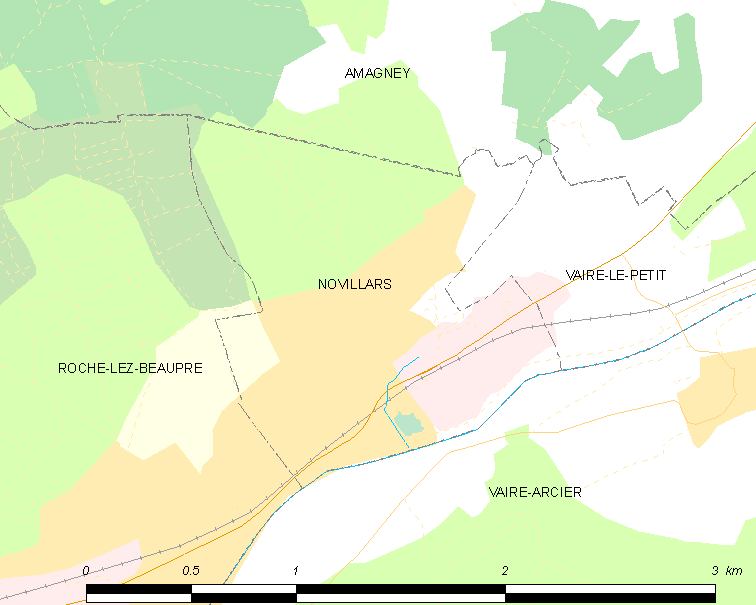
诺维拉尔的OSM定位图

诺维拉尔的时区为UTC+01:00、UTC+02:00（夏令时）。

## 行政
诺维拉尔的邮政编码为25220，INSEE市镇编码为25429。

## 政治
诺维拉尔所属的省级选区为贝桑松第五县。

## 人口

1962-2008年间诺维拉尔人口变化图示

诺维拉尔于2022年1月1日时的人口数量为1345人。